# Свесский насосный завод
Свесский насосный завод — промышленное предприятие в посёлке городского типа Свесса Ямпольского района Сумской области.

## История
В 1858 году помещик Н. Н. Неплюев построил на хуторе Свесса Глуховского уезда Черниговской губернии Российской империи литейно-механический завод, на котором производился сельхозинструмент и ремонтировалось оборудование для предприятий сахарной, маслобойной и винокуренной промышленности. Изначально, работниками предприятия являлись крепостные крестьяне. В начале XX века предприятие называлось медно-чугунолитейный завод.
После строительства железнодорожной линии Конотоп - Брянск (прошедшей через Свессу) завод увеличил выпуск продукции. В 1903 году на предприятии имелось 126 рабочих, его годовая производительность составляла 78500 рублей.
Рабочие завода участвовали в первой русской революции.
После начала первой мировой войны завод освоил производство 76,2-мм снарядов для трехдюймовых артиллерийских орудий.

### 1918 - 1991
В начале января 1918 года в селе была установлена Советская власть, решением Совета рабочих и крестьянских депутатов на механическом и сахарном заводах был установлен рабочий контроль, а в феврале 1918 года оба завода были национализированы. Для охраны предприятий из рабочих был создан отряд Красной гвардии.
В апреле 1918 года селение оккупировали австро-немецкие войска (которые оставались здесь до ноября 1918 года), в конце ноября Свессу заняла 1-я Украинская советская дивизия РККА. Несмотря на сложное положение, на предприятиях был введен восьмичасовой рабочий день.
С августа до начала ноября 1919 года селение находилось под контролем ВСЮР, но после окончания боевых действий гражданской войны предприятие было восстановлено и возобновило работу. В 1923 году в Свессе была открыта школа фабрично-заводского обучения, с 1924 года начавшая подготовку рабочих для механического завода.
До 1925 года Свесский механический завод изготавливал только сельхозинвентарь, но в дальнейшем предприятие было реконструировано и освоило производство сложного оборудования для сахарных заводов, объём производства с 1923 до 1925 года вырос в шесть раз, а количество рабочих увеличилось с 182 до 490 человек. В 1926 году завод освоил производство центробежных насосов, а в 1928 году - оборудования для угольной промышленности.
В ходе индустриализации 1930х годов на механическом заводе были построены новые цеха, установлено новое оборудование, освоено производство паровых и гидравлических насосов московского компрессорного завода «Борец», после чего в 1937 году предприятие было преобразовано в Свесский насосный завод.
В ходе Великой Отечественной войны в связи с приближением линии фронта оборудование завода было эвакуировано на Урал. С 2 октября 1941 до 3 сентября 1943 года посёлок был оккупирован немецкими войсками. Общий объем ущерба посёлку составил 4,6 млн. рублей, насосный завод был разрушен, но его восстановление началось вскоре после освобождения населенного пункта и вскоре он начал давать продукцию для фронта.
После окончания войны в соответствии с четвёртым планом восстановления и развития народного хозяйства СССР завод был расширен и переориентирован на выпуск продукции гражданского назначения - насосов и химического оборудования. Ассортимент выпускаемой продукции расширялся - только в первом квартале 1950 года завод освоил производство трёх новых насосов для судостроительной промышленности. Рабочие завода активно участвовали в рационализаторской деятельности.
В 1960 году в Свессе была введена в эксплуатацию ТЭЦ, а завод освоил производство сложной химической аппаратуры. В 1963 году при заводе был открыт филиал вечернего отделения Харьковского машиностроительного техникума.
В начале 1970х годов прошло техническое перевооружение завода и предприятию поручили освоить производство дозировочных насосов, а также трехплунжерных насосов типа ПТ и артезианских насосов (которые применяют в контурах пожаротушения на АЭС и речных каналах).
В 1974 году при помощи насосного завода при школе № 2 поселка Свесса был открыт планетарий.
В середине 1970х годов основной продукцией предприятия оставались насосы и оборудование для предприятий химической промышленности.
В 1979 году был введён в эксплуатацию цветно-литейный цех мощностью 5180 тонн в год, который должен был обслуживать нефтяное и химическое машиностроение.
В целом, в советское время завод был крупнейшим предприятием посёлка, на его балансе находились общежития и другие объекты социальной инфраструктуры.

### После 1991
После провозглашения независимости Украины государственное предприятие было преобразовано в открытое акционерное общество.
В мае 1992 года вместе с шестью другими предприятиями и организациями завод участвовал в разработке оборудования по производству майонеза (заводу было поручено разработать для насос-дозатор для производственной линии), в ноябре 1993 года экспорт выпускаемых заводом насосов в Россию для оплаты поставок нефти и природного газа был освобождён от налога на добавленную стоимость и экспортных пошлин.
В условиях экономического кризиса и разрыва хозяйственных связей в 1990е годы положение завода ухудшилось.
В 2006 году Свесский насосный завод отказался отапливать поселок, после чего были начаты срочные работы по переводу жилого фонда пгт Свесса (2158 квартир) на индивидуальное отопление, а объектов соцкультбыта - на автономное.
Начавшийся в 2008 году экономический кризис осложнил положение завода, 2008 год он завершил с чистым убытком в размере 4,735 млн. гривен, но к концу октября 2009 года положение предприятия стабилизировалось.
К концу 2010 года количество рабочих было сокращено до 740 человек. В результате, в 2010 году завод увеличил чистый доход на 54,8% (до 38,53 млн. гривен) и сократил чистый убыток в семь раз — до 2 тысяч гривен, выйдя на уровень безубыточности. В конце декабря 2010 года продукция завода продавалась на внутреннем рынке и поставлялась на экспорт в Россию, Казахстан, Туркмению, Азербайджан.
2011 год завод завершил с убытком 4,1 млн. гривен.
После начала весной 2014 года вооружённого конфликта на востоке Украины киевское правительство приняло решение о разрыве экономических связей с Россией, в результате положение машиностроительных предприятий Сумской области (в том числе, Свесского насосного завода, 68% экспорта которого приходилось на Россию) осложнилось, а объемы их производства уменьшились.
21 апреля 2017 года завод был реорганизован в закрытое акционерное общество.

## Современное состояние
Завод производит насосы объемного класса, металлоизделия и литье из серого чугуна, углеродистой стали, алюминия, латуни и бронзы.